# Inger Arenander
Karin Inger Maria Arenander, född 24 maj 1955, är en svensk journalist som åren 2012 – 2017 var Sveriges Radios utrikeskorrespondent i Washington. Sedan december 2020 tillhör hon Svenska Dagbladets nyhetsredaktion, där hon gör stora makthavarintervjuer.. 
Arenander började 1984 på Ekot som politisk reporter, och har under huvuddelen av sin karriär ägnat sig åt inrikespolitisk rapportering. 1996 startade hon tillsammans med Thomas Hempel Ekots lördagsintervju, som hon varit programledare för. Från 2002 var hon inrikespolitisk kommentator på Ekot. Hon har stått för partiledarutfrågningar i flera svenska riksdagsval, bland annat Ekots valvaka i P1 i 1994 och 2002, samt kommenterade och analyserade utfrågningarna 2006.

## Utmärkelser
- Stora journalistpriset, 1988 (för partiledarutfrågningarna, delat med Thomas Hempel)
- Söderbergska Journalistpriset, 2008